# Brian Levant
Brian Levant (Highland Park, 6 agosto 1952) è un regista, produttore cinematografico e sceneggiatore statunitense.

## Filmografia

### Regista
- Sposati... con figli (1987) (TV series)
- Piccola peste torna a far danni (1991)
- Beethoven (1992)
- I Flintstones (1994)
- Incubo di Natale (1996)
- Una promessa è una promessa (1996)
- I Flintstones in Viva Rock Vegas (2000)
- Snow Dogs (2002)
- Io, lei e i suoi bambini (2005)
- Scooby-Doo! Il mistero ha inizio (2009)
- Scooby-Doo! La maledizione del mostro del lago (2010)
- Operazione Spy Sitter (2010)
- Max 2 - Un eroe alla Casa Bianca (Max 2: White House Hero) (2017)

### Sceneggiatore
- Il carissimo Billy (Leave It to Beaver) (1997)
- The Adventures of Captain Zoom in Outer Space (1995)
- Still the Beaver (1983)
- Mork & Mindy (1978) (TV series)
- Happy Days (1978) (TV series)

### Produttore
- The Adventures of Captain Zoom in Outer Space (1995)
- Piccola peste si innamora (1995)
- Still the Beaver (1983)
- La gang degli orsi (1979)
- Max 2 - Un eroe alla Casa Bianca (Max 2: White House Hero) (2017)